# Jean-Pierre Frey
Pas d'image ? Cliquez ici
Jean-Pierre Frey, (né le 6 janvier 1955) à Bâle en Suisse est un ancien pilote de course automobile internationale suisse.

## Palmarès

### Résultats aux24 Heures du Mans
| Année | Écurie        | Copilotes                                             | Voiture               | Classe | Tours | Pos. | Class Pos. |
| ----- | ------------- | ----------------------------------------------------- | --------------------- | ------ | ----- | ---- | ---------- |
| 1985  | Carma F.F.    | Loris Kessel Ruggero Melgrati (pl) Aldo Bertuzzi (en) | Alba AR2 (de) - Carma | C2     | -     | Np   | Np         |
| 1988  | Dollop Racing | Nicola Marozzo (en) Ranieri Randaccio                 | Lancia LC2            | C1     | 255   | Abd. | Abd.       |

### Résultats aux24 Heures de Daytona
| Année | Écurie            | Copilotes                  | Voiture            | Classe | Tours | Pos. | Class Pos. |
| ----- | ----------------- | -------------------------- | ------------------ | ------ | ----- | ---- | ---------- |
| 1989  | Tom Milner Racing | Marty Roth Albert Naon Jr. | Ford Mustang Probe | GTP    | 465   | 24e  | 7e         |